# Cinderella (film, 1912)
Pour les articles homonymes, voir Cinderella.
Pour plus de détails, voir Fiche technique et Distribution.
Cinderella est un film muet américain réalisé par Colin Campbell et sorti en 1912.

## Fiche technique
- Titre : Cinderella
- Réalisation : Colin Campbell
- Scénario : Henry Kitchell Webster, Colin Campbell, d'après le conte Cendrillon de Jacob et Wilhelm Grimm
- Producteur : William Selig
- Société de production : Selig Polyscope Company
- Format : Noir et blanc — 35 mm — 1.33:1 — Muet
- Date de sortie : 
  - États-Unis : 1er janvier 1912

## Distribution
- Mabel Taliaferro : Cendrillon
- Winifred Greenwood : la mère de Cendrillon
- Frank Weed : le père de Cendrillon
- Josephine Miller
- Olive Cox
- Lillian Leighton
- Thomas Carrigan : le Prince Charmant
- Charles Clary : le Roi Claudius
- Adrienne Kroell : Princesse Yetiva
- Jessie Stevens
- George L. Cox : le secrétaire du roi
- William Stowell : le capitaine des gardes
- Frank Deshon
- Lynette Griffin : la bonne fée